# Waiwakum Indian Reserve 14
Waiwakum Indian Reserve 14 är ett reservat i Kanada.   Det ligger i provinsen British Columbia, i den sydvästra delen av landet, 3 500 km väster om huvudstaden Ottawa.
I omgivningarna runt Waiwakum Indian Reserve 14 växer i huvudsak blandskog. Runt Waiwakum Indian Reserve 14 är det ganska tätbefolkat, med 166 invånare per kvadratkilometer.